# Ben Rochd
Ben Rochd Er Rachid (né en 1948 à Fès, au Maroc) est un écrivain marocain contemporain, auteur de plusieurs livres, la plupart en langue française, qui traitent des thèmes en rapport avec la spiritualité, le soufisme, le Coran et les interactions à notre époque, entre l’islam et la modernité.

## Biographie
Il fait ses études primaires et secondaires à Oujda. Après l’obtention en 1968 d’un baccalauréat technique, il se rend en France pour poursuivre des études supérieures en technologie, à Strasbourg. De retour au Maroc en 1971, il travaille, en tant qu’ingénieur dans des sociétés privées avant de monter sa propre entreprise en 1984.
En 1990, il quitte le domaine industriel et, après une longue retraite, il se lance dans l’écriture. À partir de 1999, date de l’apparition de son premier livre, il crée sa propre édition ‘Dechra’ et se consacre à l’écriture et à l’édition.
À son actif, plus de vingt livres répartis ainsi : une autobiographie, un roman, plusieurs nouvelles et plusieurs essais.

## Œuvres
- Majnoun Leila- Nouvelle - 1998
- Le mystère du temple secret - Nouvelle - 1999
- Le grand secret - Nouvelle - 1999
- Au pays de nos sources - Essai - 1999
- X- Files, rubrique ultra secrète- Nouvelle - 2000
- Islam, la juste voie  - Essai -  2000
- La baraka au service de l’entreprise - Récit - 2000
- Islam entre islamisme et anti-islamisme - Essai - 2000
- Islam et sagesses orientales - Essai - 2001
- A l’aube du 7e millénaire  - Roman - 2001
- Le Soufisme - Éditions 2001,  2003, 2005 et  2007
- Le Soufisme entre le livre sacré et la tradition prophétique - Édition 2002, épuisée.
- Le rescapé de la secte infernale -  récit (2003)
- Le Soufre Rouge -  récit       (2003)
- Le Coran : lecture soufie contemporaine - Première édition en 2003, la deuxième en 2007
- Le Maître vivant Sidi Hamza (2004)
- La Trilettrelogie  universelle  (2004 et 2007)
- La Simya – Science et magie des lettres  (2007)
- Douze siècles de Soufisme au Maroc (2004 et 2008)
- Les énigmes du Coran - Édition 2008
- Islam, modernité et signes des temps – Édition 2009